# Mesure de Jordan
En mathématiques, la mesure de Peano-Jordan est une extension de la notion de taille (longueur, aire, volume), aisément définie pour des domaines simples tels que le rectangle ou le  parallélépipède, à des formes plus compliquées. 
La mesure de Jordan s'avère trop restrictive pour certains ensembles qu'on pourrait souhaiter être mesurables. Pour cette raison, il est maintenant plus fréquent de travailler avec la mesure de Lebesgue, qui est une extension de la mesure de Jordan à une plus grande classe d'ensembles. Historiquement, la mesure de Jordan, introduite vers la fin du XIXe siècle, est antérieure.
La mesure de Peano-Jordan tire son nom de ses concepteurs, le mathématicien  français Camille Jordan et le mathématicien italien Giuseppe Peano.

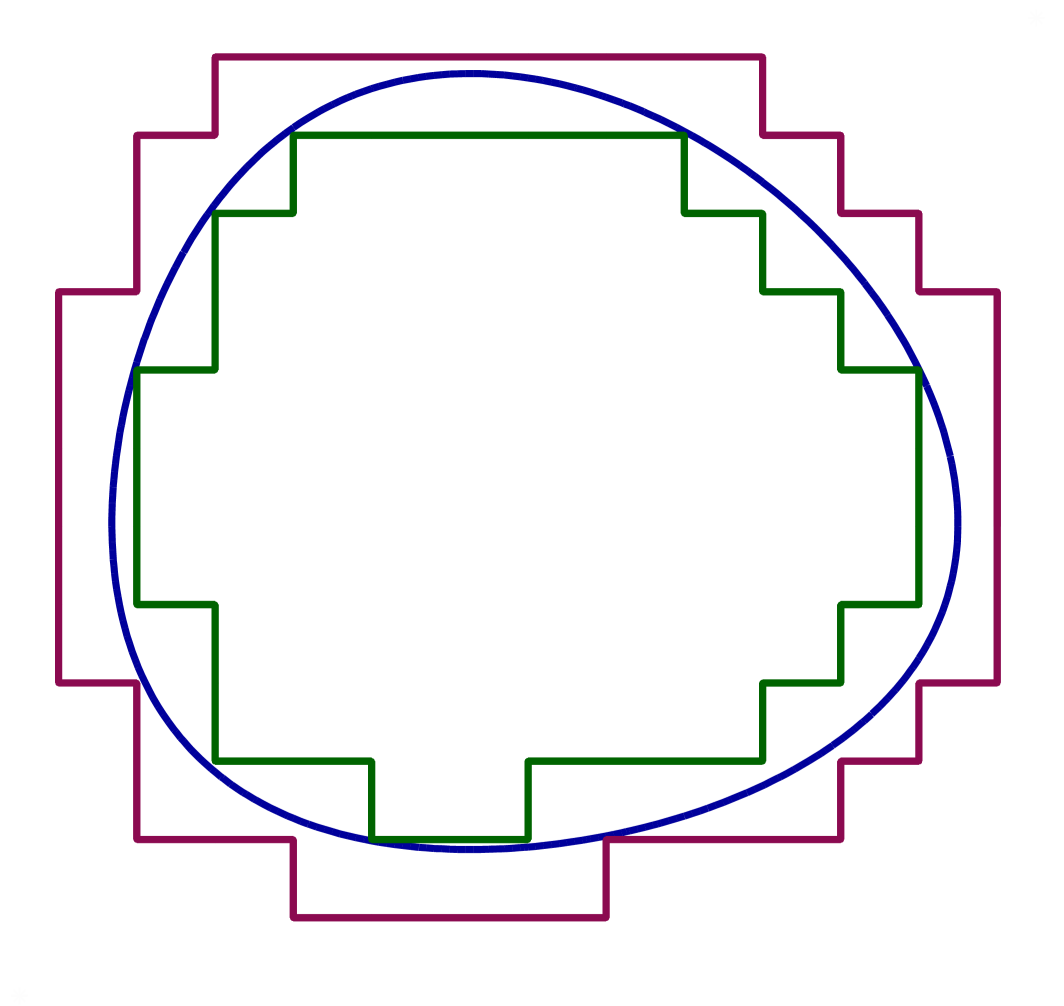
Un domaine (intérieur ici à la courbe bleue) est cubable si et seulement s'il peut être approximé à la fois par des ensembles pavables intérieurs et extérieurs (leurs frontières figurent respectivement en vert et en rose).

| - Une partie pavable du plan est une union finie de rectangles. - On peut la recomposer en une union de rectangles sans chevauchements. |

## Mesure de Jordan de parties pavables
Un pavé est la généralisation en dimension n d'un parallélépipède rectangle.
Dans l'espace euclidien Rn, un pavé fermé est un produit P = I1 × … × In de n segments Ij = [aj, bj]. Son volume est le produit (éventuellement nul) des longueurs bj – aj de ces segments. Son intérieur est le pavé ouvert produit des intervalles ouverts bornés ]aj, bj[.
Une partie pavable est une réunion finie X de pavés fermés Pk. On peut alors toujours redécouper X de telle façon que les Pk soient d'intérieurs disjoints, et l'on vérifie qu'ainsi, la somme de leurs volumes ne dépend pas du découpage choisi — d'ailleurs, plus généralement, l'intégrale d'une fonction en escalier sur Rn ne dépend pas de la subdivision adaptée choisie. On note vol(X) cette somme, qu'on appelle le volume (ou la mesure de Jordan) de X.

## Extension aux parties cubables
Définition — Une partie bornée A de Rn est dite Jordan-mesurable ou cubable (ou, si n = 2 : quarrable) si son indicatrice 1A est Riemann-intégrable.
On dit alors que l'intégrale de 1A est le volume de A ; on le note vol(A).
Le paragraphe précédent permet de reformuler géométriquement cette définition : pour toute partie bornée X de Rn, on définit les mesures intérieure et extérieure de Jordan de X, λ–(X) et λ+(X), respectivement, comme la borne supérieure des volumes de parties pavables incluses dans X et la borne inférieure des volumes de parties pavables contenant X, et l'on démontre qu'elles sont égales aux intégrales inférieure et supérieure de l'indicatrice de X. Par conséquent, X est cubable si et seulement si λ–(X) = λ+(X), et cette valeur commune est alors égale au volume de X.
Les mesures intérieure et extérieures λ–(X) et λ+(X) sont respectivement égales aux mesures de Lebesgue de l'intérieur et de l'adhérence de X.

## Parties Jordan-négligeables
Pour une partie bornée X, les propriétés suivantes sont équivalentes, et X est dite Jordan-négligeable si elle les vérifie :
- pour tout ε > 0, X est recouvert par une famille finie de pavés dont la somme des volumes est majorée par ε (cette condition est plus contraignante que la définition analogue des parties Lebesgue-négligeables, dans laquelle on autorise une suite infinie de pavés) ;
- X est cubable et de volume nul ;
- λ+(X) = 0 ;
- l'adhérence de X est Lebesgue-négligeable.

Pour un fermé borné, les deux notions de négligeabilité sont donc équivalentes.
Une partie bornée dénombrable (et a fortiori : réunion dénombrable d'ensembles Jordan-négligeables) n'est pas nécessairement Jordan-négligeable ni même cubable : par exemple, l'ensemble des rationnels de [0, 1] n'est pas cubable. 

## Propriétés
Tout convexe borné est cubable.
La Jordan-mesurabilité est préservée par union et intersection finies et par différence ensembliste. En particulier, une partie A d'un pavé P est cubable si et seulement si P\A l'est.

Une partie bornée est cubable si et seulement si sa frontière est négligeable (au sens de Lebesgue ou de Jordan, qui sont ici équivalents).
Un fermé borné (ou un ouvert borné) n'est donc pas nécessairement cubable. Par exemple, le compact de Smith-Volterra-Cantor ne l'est pas : sa mesure intérieure est nulle (puisque son complémentaire est dense) alors que sa mesure extérieure est égale à sa mesure de Lebesgue, qui est non nulle.
Pour toute fonction positive bornée f sur une partie cubable A de Rn, l'ensemble des points (x, t) de Rn+1 tels que  x ∈ A et 0 ≤ t ≤ f(x) est cubable si et seulement si f est Riemann-intégrable.
La mesure de Lebesgue coïncide avec celle de Jordan sur les ensembles cubables, mais elle est définie pour une classe beaucoup plus large d'ensembles, comme les ensembles dénombrables (qui sont Lebesgue-négligeables), et aussi pour des ensembles qui peuvent être non bornés ou pour des fractales. En outre, la mesure de Lebesgue, contrairement à la mesure de  Jordan, est une vraie mesure, vérifiant la propriété d'additivité dénombrable.